# Sergenon
Sergenon é uma comuna francesa na região administrativa de Borgonha-Franco-Condado, no departamento de Jura. Estende-se por uma área de 3,88 km². Em 2010 a comuna tinha 52 habitantes (densidade: 13,4 hab./km²).